# Gilles Gomez
Gilles Gomez est un footballeur puis entraîneur français né le 19 septembre 1965 à Carcassonne dans le département de l'Aude. Il évolue au poste d'attaquant du milieu des années 1980 au début des années 2000.
Formé au Montpellier PSC, il évolue ensuite notamment au FC Martigues, au CO Castelnaudary comme entraîneur-joueur avant de terminer sa carrière au FA Carcassonne Villalbe dont il devient ensuite entraîneur.

## Biographie
Gilles Gomez commence le football au sein du club du village de Villemoustaussou à l'âge de six ans. Après sept ans dans ce club, il rejoint en 1978, l'ES Carcassonne puis l'année suivante le SO Mazamet où il est repéré par le Montpellier PSC. Il intègre le centre de formation du club héraultais en 1981 et dispute en 1985 avec ses coéquipiers, notamment Franck Passi et Laurent Blanc, la finale de la Coupe Gambardella. Les jeunes montpelliérains s'inclinent face à l'AJ Auxerre sur le score de trois à zéro. Gilles Gomez dispute ses premières rencontres de championnat de division 2 lors de la saison 1985-1986.
Non conservé par le MPSC, il rejoint alors l'AS aixoise en division 3 et inscrit douze buts en trente matchs. Ces performances lui permettent de retrouver le monde professionnel en signant avec le FC Martigues en 1987. Il reste quatre ans dans ce club et inscrit douze buts en quatre-vingt-dix-sept rencontres. Après une saison en division 3 avec Le Touquet AC en 1991-1992, il retourne dans sa région d'origine et rejoint le FA Carcassonne Villalbe, club de division d'honneur du Languedoc-Roussillon. Gilles Gomez remporte ce championnat avec ses coéquipiers en 1994 et accède ainsi au championnat National 3.
Gilles Gomez quitte le club en 1998 et rejoint le CO Castelnaudary comme entraîneur-joueur. Il inscrit trente-trois buts en deux saisons et le club accède à la division d'honneur excellence en 1999,. Il redevient alors joueur au FA Carcassonne Villalbe pour la saison 2000-2001 avant de devenir entraîneur de l’équipe l'année suivante. Dixième du championnat de CFA2 en fin de saison 2002, il démissionne en octobre de l'année suivante.
Gilles Gomez redevint alors entraîneur-joueur dans le club amateur du Trèbes FC puis en 2008-2009 s'occupe de l'équipe junior du FA Carcassonne Villalbe. Il devient en 2010 directeur sportif du CO Castenaudary.

## Palmarès
Gilles Gomez dispute quatre-vingt-quinze rencontres de division 2 pour onze buts marqués. Il remporte en 1994 la division d'honneur du Languedoc-Roussillon avec le FA Carcassonne Villalbe. Il est finaliste de la coupe Gambardella en 1985 avec le Montpellier PSC.

## Statistiques
Le tableau ci-dessous résume les statistiques en match officiel de Gilles Gomez durant sa carrière de joueur professionnel,.
| Saison                | Club                  | Championnat           | Championnat | Championnat | Coupe(s) nationale(s) | Coupe(s) nationale(s) | Total | Total |
| Saison                | Club                  | Division              | M.          | B.          | M.                    | B.                    | M.    | B.    |
| 1985-1986             | Montpellier PSC       | Division 2            | 3           | 0           | -                     | -                     | 3     | 0     |
| 1986-1987             | AS aixoise            | Division 3            | 30          | 12          | -                     | -                     | 30    | 12    |
| 1987-1988             | FC Martigues          | Division 2            | 8           | 2           | -                     | -                     | 8     | 2     |
| 1988-1989             | FC Martigues          | Division 2            | 32          | 6           | 1                     | 0                     | 33    | 6     |
| 1989-1990             | FC Martigues          | Division 2            | 31          | 2           | 3                     | 1                     | 34    | 3     |
| 1990-1991             | FC Martigues          | Division 2            | 21          | 1           | 1                     | 0                     | 22    | 1     |
| Total sur la carrière | Total sur la carrière | Total sur la carrière | 125         | 23          | 5                     | 1                     | 130   | 24    |